# کلیسای میکائیل آگریکولا
کلیسای میکائیل آگریکولا (انگلیسی: Mikael Agricola Church)، (فنلاندی: Mikael Agricolan kirkko, سوئدی: Mikael Agricola kyrka) یک کلیسای لوتری واقع در منطقه پوناووری در شهر هلسینکی است. پوناووری در زبان فنلاندی به معنای کوه سرخ است. این کلیسا توسط لارش سونک معمار فنلاندی طراحی و بین سال‌های ۱۹۳۳ تا ۱۹۳ ساخته شده‌است. این کلیسا در ۱۴ آوریل ۱۹۳۵ رسماً افتتاح و به نام اسقف میکائیل آگریکولا نامگذاری شده‌است.

## معماری
این کلیسا از آجرهای قرمز ساخته شده‌است. برج این کلیسا ۹۷ متر ارتفاع دارد که بالای آن از سطح دریا به ۱۰۳ متر می‌رسد. برج نوک تیز ۳۰ متری برج در صورت لزوم قابل جمع شدن به داخل سازه است. این کار در جنگ زمستان و جنگ پس‌آیند بارها انجام شد تا برج به عنوان کمک ناوبری به بمب‌افکن‌های دشمن عمل نکند. ظرفیت کلیسا ۸۵۰ نفر و سردابه آن حدود ۲۰۰ نفر است.

## نگارخانه

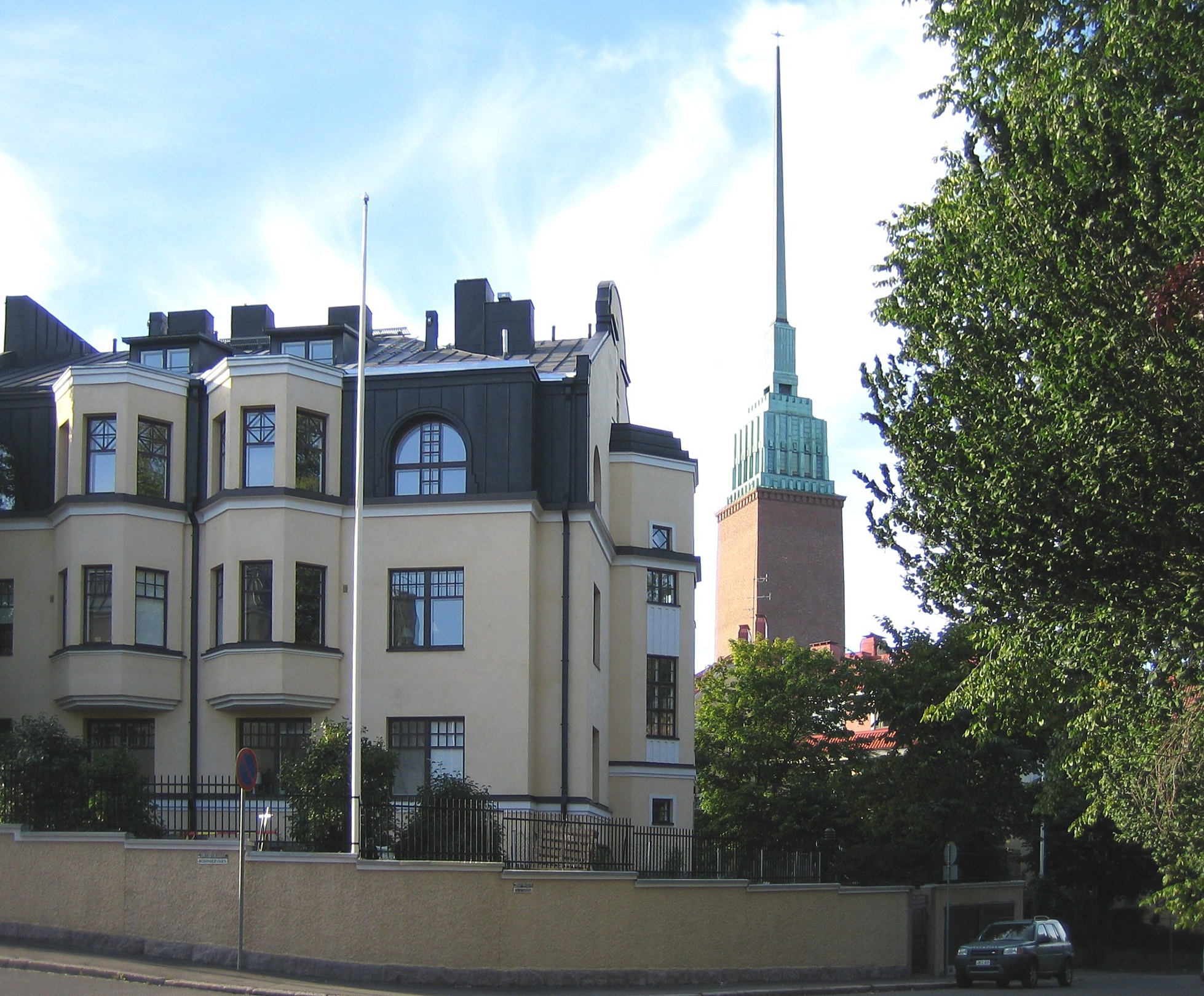
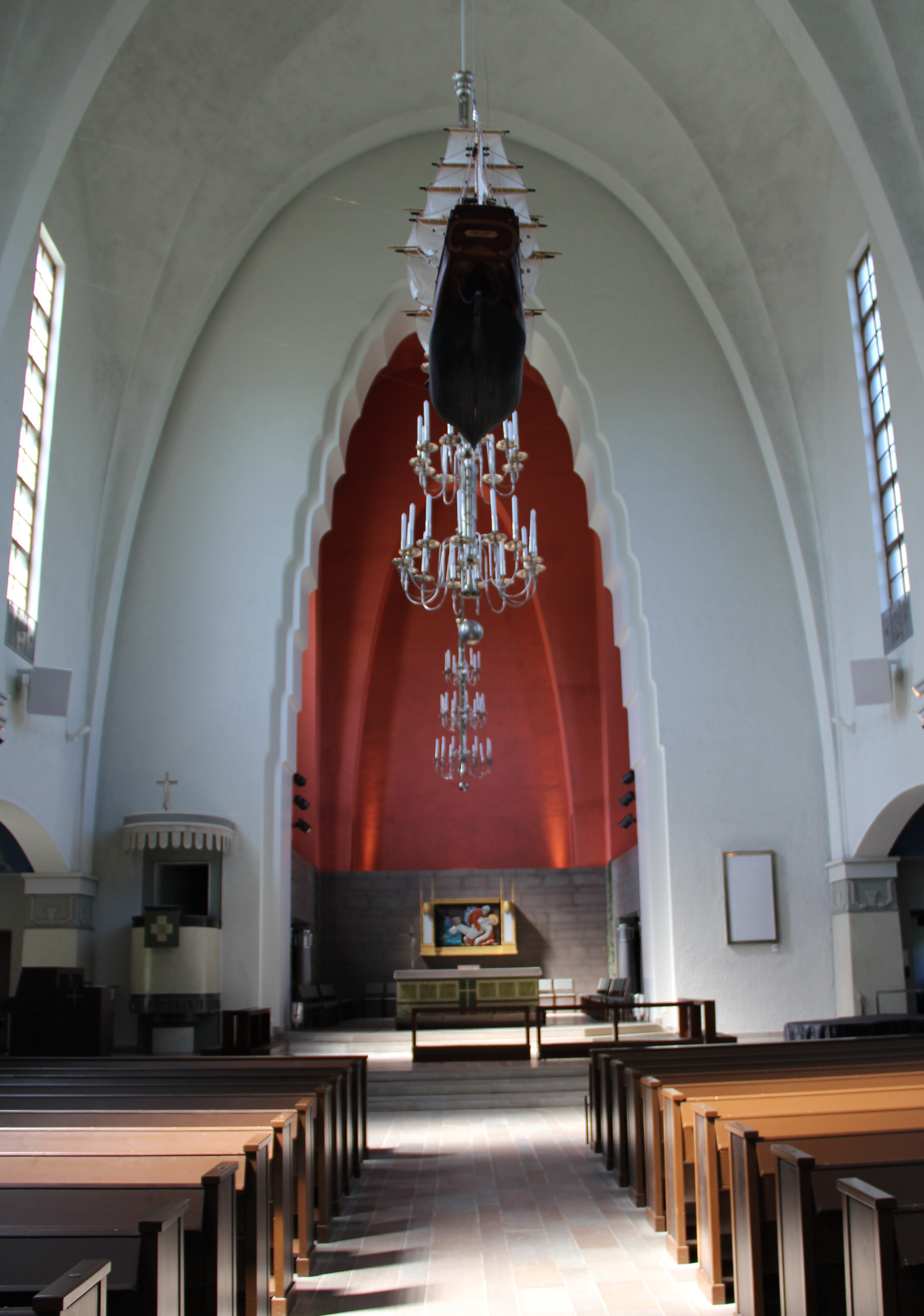
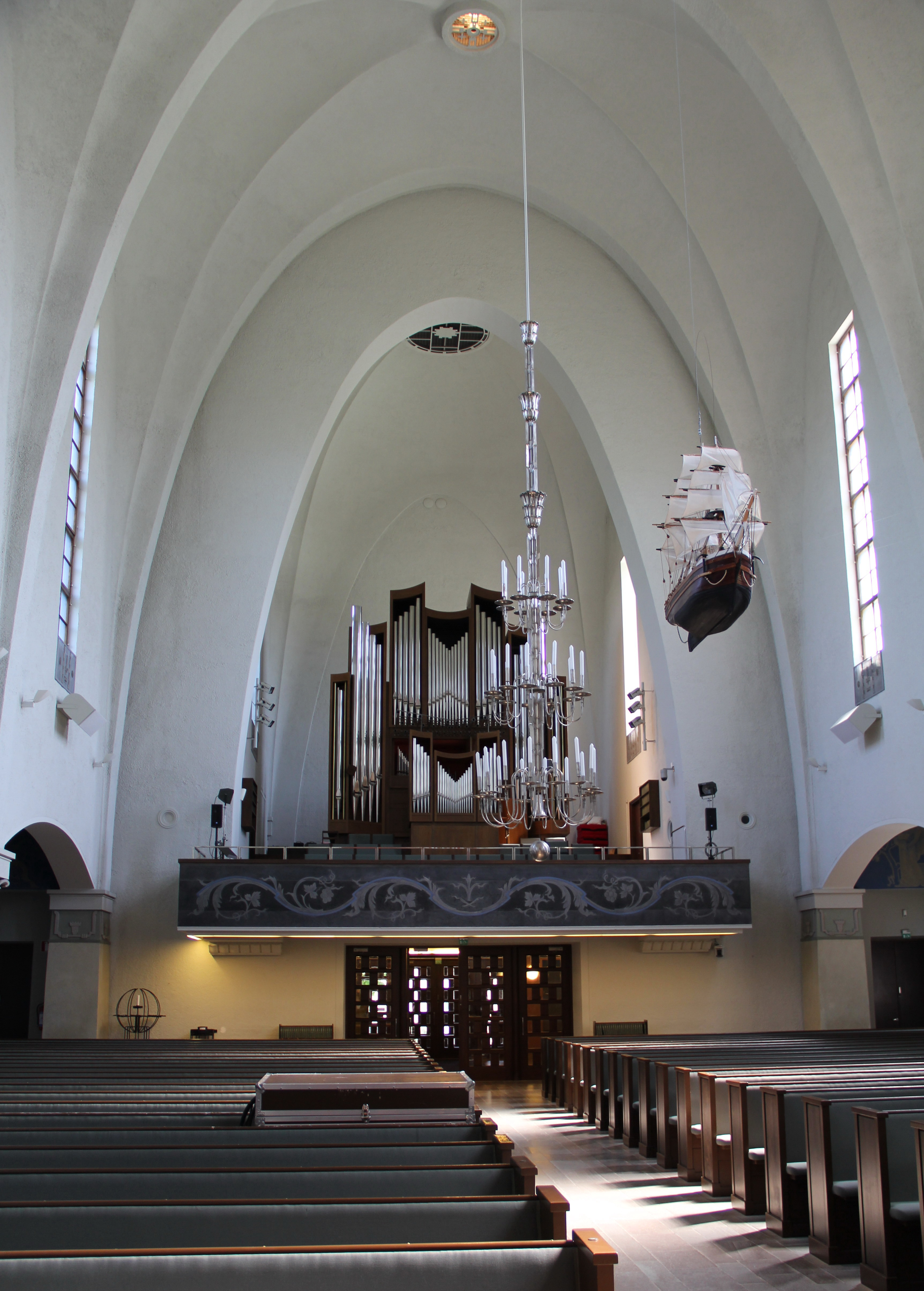